# SA-9 (Apollo)
Ne doit pas être confondu avec le missile soviétique 9K31 Strela-1, désigné « SA-9 » par l'OTAN.
SA-9, pour « Saturn Apollo-9 », également désigné A-103,, (COSPAR ID : 1965-009B, SATCAT No. 1088), fut le huitième vol du lanceur américain Saturn I et le quatrième vol de sa deuxième version, aussi désignée « Block II ». Il fut également le troisième vol à lancer une maquette (aussi désignée « simulateur de masse », ou « boilerplate ») du module de commande Apollo en orbite terrestre basse.
Ce vol fut également le premier d'une série de trois vols — SA-9, SA-8 et SA-10 — à embarquer un exemplaire de la série de satellites à vocation scientifique Pegasus,, conçus pour étudier et évaluer le danger représenté par les micrométéoroïdes pour les engins spatiaux circulant en orbite basse.
Des problèmes et des retards lors de la fabrication du premier étage du vol SA-8 perturbèrent l'ordre initial des lancements, et le vol SA-9 fut en fait lancé avant le vol SA-8,. L'ordre de numérotation des lanceurs demeura toutefois respecté, le lanceur A-103 du vol SA-9 arrivant derrière le lanceur A-102 du vol SA-7,.

## Caractéristiques de la mission

### Objectifs et nouveautés

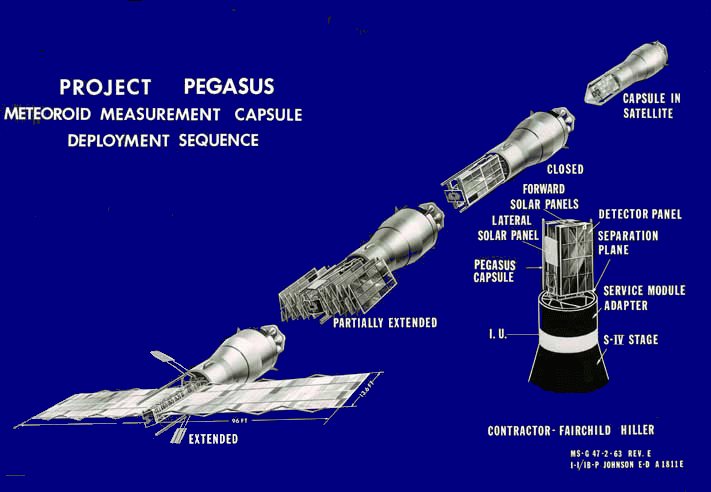
Schéma de la séquence de déploiement d'un satellite Pegasus depuis le module de service factice du lanceur Saturn I.

Sur les douze objectifs assignés à la mission, deux étaient liés à la mise en œuvre du satellite Pegasus 1, premier des trois satellites Pegasus devant être tirés par une Saturn I. Huit objectifs étaient liés aux performances des systèmes de la fusée, un était lié au largage de la tour de sauvetage et le dernier était lié à la séparation de la maquette du module de commande Apollo.
Les deux objectifs liés au satellite Pegasus étaient la démonstration du bon fonctionnement des systèmes électroniques, structurels et mécaniques de l'engin, puis la collecte de données sur les micrométéoroïdes en orbite basse. Comme la trajectoire du lancement avait été calculée pour insérer le satellite dans la bonne orbite, elle différait substantiellement de celle des missions précédentes SA-6 et SA-7.
Le lanceur consistait en un premier étage S-I, un deuxième étage S-IV et une case à instruments (Instruments Unit, IU). Il emportait une maquette du module de commande,,, surnommée « boilerplate » (en français : « tôle d'acier de haute qualité relativement épaisse utilisée dans la construction d'une chaudière »), jouant en fait le rôle de simulateur de masse. Désignée « BP-16 », — pour « Boilerplate-16 » —, elle avait une masse de 4 500 kg et reproduisait la forme et la taille du module de commande « réel » totalement équipé,. Larguée une fois arrivée en orbite, elle était surmontée d'une tour de sauvetage, qui devait elle être larguée plus tôt pendant l'ascension, juste après la séparation entre le premier et le deuxième étages. L'ensemble était fixé au sommet d'un module de service factice réalisé en aluminium, lui-même fixé au S-IV via un adaptateur. Le satellite, d'une masse de 1 451,5 kg et mesurant 5,28 × 2,13 × 2,41 m, était replié sur lui-même, enfermé à l'intérieur du module de service et fixé à l'adaptateur, ce dernier étant fixé au deuxième étage de la fusée. La maquette du module de commande servait ainsi également de carénage pour protéger le satellite. Une fois arrivé en orbite, l'ensemble formé par le deuxième étage — vidé de ses ergols —, la case à équipements, l'adaptateur, le module de service factice et le satellite, avait une masse de 10 500 kg. La configuration était telle que ces éléments restaient attachés une fois arrivés en orbite, le satellite se déployant depuis l'intérieur du module de service factice ; seule la maquette du module de commande devait se séparer du reste de la fusée et évoluer sur une orbite différente,. Lorsque les panneaux de capteurs du satellite étaient déployés, l'envergure atteignait 29,3 m.
Avec le vol SA-9, les lanceurs Saturn I commencèrent à embarquer un nouveau type de case à instruments, qui ressemblait de plus en plus aux futures unités à instruments qui seraient embarqués par les vols des fusées Saturn IB et Saturn V. Sur l'ancienne version de cette unité, afin de réaliser un contrôle thermique correct, les baies à équipements tubulaires étaient pressurisées et baignées dans un gaz inerte. Toutefois, sur la nouvelle version, les instruments étaient directement installés sur les parois du segment cylindrique, et la nouvelle conception supprimait la pressurisation et l'emploi de gaz inerte. L'élimination de ces systèmes permit de réduire la masse de la case à équipements, mais également sa hauteur, qui fut divisée par deux, ce qui améliora au passage les caractéristiques aérodynamiques des futurs exemplaires de la Saturn I « Block II ».
Afin de pouvoir embarquer le satellite Pegasus, le deuxième  étage S-IV et la case à instruments durent subir d'autres modifications mineures. Comme l'absorption de chaleur risquait d'affecter l'équilibre thermique du satellite, la compagnie Douglas livra cet exemplaire du S-IV avec une couche de peinture spéciale pour diminuer le facteur thermique. Il reçut également un nouvel équipement, qui consistait en un « système auxiliaire d'évents non propulsifs » (en anglais : « auxiliary non propulsive vent system »), devant limiter les oscillations excessives et rendre la stabilisation en orbite plus efficace. Les concepteurs y intégrèrent également la nouvelle version de la case à instruments.

### Inversion de l'ordre des lancements
Initialement prévues pour faire partie du programme de qualification de la fusée Saturn I, les trois missions Pegasus furent en fait effectuées comme des missions opérationnelles, après que les dirigeants de la NASA décidèrent de déclarer le lanceur opérationnel, à la suite du succès du vol SA-7,,.
La séquence de lancement des missions initialement prévue fut inversée pour les vols SA-8 et SA-9, en raison de changements dans le processus de leur fabrication. En effet, tous les exemplaires du premier étage S-I des lanceurs des précédentes missions avaient été fabriqués au Marshall Space Flight Center (MSFC) de la NASA, également concepteur de l'étage. Mais, à partir de l'année 1961, la NASA décida de délaisser l'idée de la fabrication « en interne » du matériel spatial pour se reposer sur des contractants industriels,. La Chrysler Corporation fut désignée comme contractant principal pour la fabrication du S-I au Centre d'assemblage de Michoud, en Louisiane, devant produire et assurer les essais de vingt exemplaires de l'étage pour les fusées Saturn. La compagnie Douglas, qui avait déjà reçu le contrat pour les deuxièmes étages S-IV l'année précédente, ne changeait rien et continuait de fabriquer et livrer des étages S-IV à Cap Canaveral. Comme la compagnie Chrysler commençait tout juste à accumuler de l'expérience, la fabrication et les tests du premier étage du vol SA-8 furent bien plus lents que ceux du dernier exemplaire du premier étage fabriqué au Centre Marshall,,. Finalement, le vol SA-9 décolla trois mois avant le vol SA-8. Ironie du sort, le dernier étage S-I fabriqué par le Centre Marshall allait servir à lancer Pegasus 1, le premier satellite conçu et fabriqué par ce même centre.

## Vol

### Préparation pré-vol
Les différents étages et systèmes constituant le lanceur du vol SA-9 arrivèrent au Centre spatial de Cap Canaveral entre les 10 et 22 octobre 1964. Le satellite Pegasus 1 arriva le 29 décembre 1964
Les officiels de la NASA planifièrent le lancement de SA-9 pour le 16 février 1965, et les techniciens de la Base de lancement de Cap Canaveral travaillèrent d'arrache-pied pour pouvoir respecter le calendrier des préparations pré-vol. Une fois la charge utile Pegasus enfermée dans la maquette de vaisseau Apollo servant de carénage et fixée à son adaptateur, le personnel fixa l'ensemble à l'étage S-IV, le 13 janvier. Le jour suivant, les employés finirent de fixer la maquette du module de commande à la fusée. Désireux de réaliser des opérations de manière optimale, le personnel de la NASA et des principaux contractants continuèrent à s'affairer autour du satellite jusqu'aux dernières minutes avant le lancement. Ainsi, le 14 février, seulement deux jours avant le lancement, les techniciens du Centre Marshall et de la Fairchild réalisèrent d'ultimes modifications dans le sous-système de détection des micrométéoroïdes du satellite.
Dans l'ensemble, les préparations pré-lancement de la mission se déroulèrent sans problème majeur et, le 16 février, la fusée était présente sur son pas de tir, prête à décoller,.

### Lancement
La fusée décolla le 16 février 1965 à 14 h 37 min 3 s UTC (9 h 37 min 3 s EST) depuis le pas de tir LC-37B (en), à Cap Canaveral,,,,,, embarquant avec elle le plus gros satellite jamais lancé jusqu'alors. Ce fut également la première fois qu'une fusée Saturn fut utilisée pour emmener une charge utile scientifique dans l'espace.
Il n'y eut que deux arrêts techniques du compte-à-rebours avant le lancement. Le premier, d'une durée de 30 minutes fut utilisé pour effectuer un cycle de décharge/recharge d'une des batteries du satellite, afin de vérifier son bon fonctionnement. Le deuxième, d'une durée de 1 h 7 min, fut causé par une panne de courant ayant affecté l'ordinateur du centre de sécurité des vols de l'Eastern Test Range.
Le lancement fut nominal et, approximativement 10 min 30 s après le décollage, le vaisseau spatial fut inséré sur une orbite de 495 × 743 km, avec une inclinaison à 31.76° et une période orbitale de 97,1 minutes. La tour de sauvetage fut larguée pendant l'ascension, tandis que la maquette du module de commande fut larguée vers une orbite différente de celle du lanceur, afin de ne pas perturber les mesures scientifiques du satellite Pegasus. La masse totale placée en orbite était de 15 375 kg, dont 1 451,5 kg pour le satellite seul. Une caméra télécommandée, installée au sommet de l'étage S-IV, retransmit l'observation étrange du déploiement silencieux et hésitant des « ailes » du Pegasus.

## Analyse post-lancement
La trajectoire et la vitesse orbitale atteintes furent très proches de celles prévues. La capsule Apollo — servant de carénage pour le satellite — se sépara du reste de la fusée environ 804 s après le lancement, puis le déploiement des longs panneaux de détecteurs du satellite débuta une minute plus tard. La durée de vie prévue du satellite en orbite devait être de 1 188 jours. Il fut retiré du service le 29 août 1968. Bien que quelques dysfonctionnements mineurs eurent lieu à la fois sur la fusée et sur le satellite, la mission SA-9 fut quand-même déclarée réussie, car tous les objectifs fixés avaient été atteints. Le vaisseau resta en orbite jusqu'au 10 juillet 1985, puis plongea dans l'atmosphère et s'écrasa dans l'océan.
Les dégâts causés au pas de tir par les moteurs de la fusée pendant le lancement furent décrits comme étant « les plus légers à ce jour ». Il y eut toutefois un léger dégât des eaux à cause d'un joint torique cassé, et une cascade d'eau vint inonder les équipements électriques et de soutien du lanceur.
Au cours de sa quatrième orbite, le satellite enregistra son premier impact de micrométéoroïde,. Deux semaines plus tard, le compte atteignit à peine une vingtaine d'impacts, et en mai, on ne comptait pas plus de 70 impacts,. Les missions suivantes du programme Pegasus n'enregistrèrent pas plus d'impacts et permirent aux scientifiques de se rendre compte que les micrométéoroïdes ne représentaient pas forcément un grand danger pour les futurs vaisseaux Apollo.